# Шевченко (Челябинська область)
Шевченко (рос. Шевченко) — зникле селище в Троїцькому районі Челябінської області Російської Федерації. Входив до складу Нижнєсанарської сільської Ради. Скасоване в 1979 році.

## Географія
Селище розташовувалося за 4,5 км на північний захід від села Нижня Санарка, на правому березі річки Санарка.

## Історія
Селище було утворене в 1961 році шляхом злиття населених пунктів Іванівський, Єршовський та Покровський. Скасований в 1979 році.